# Rob Bron

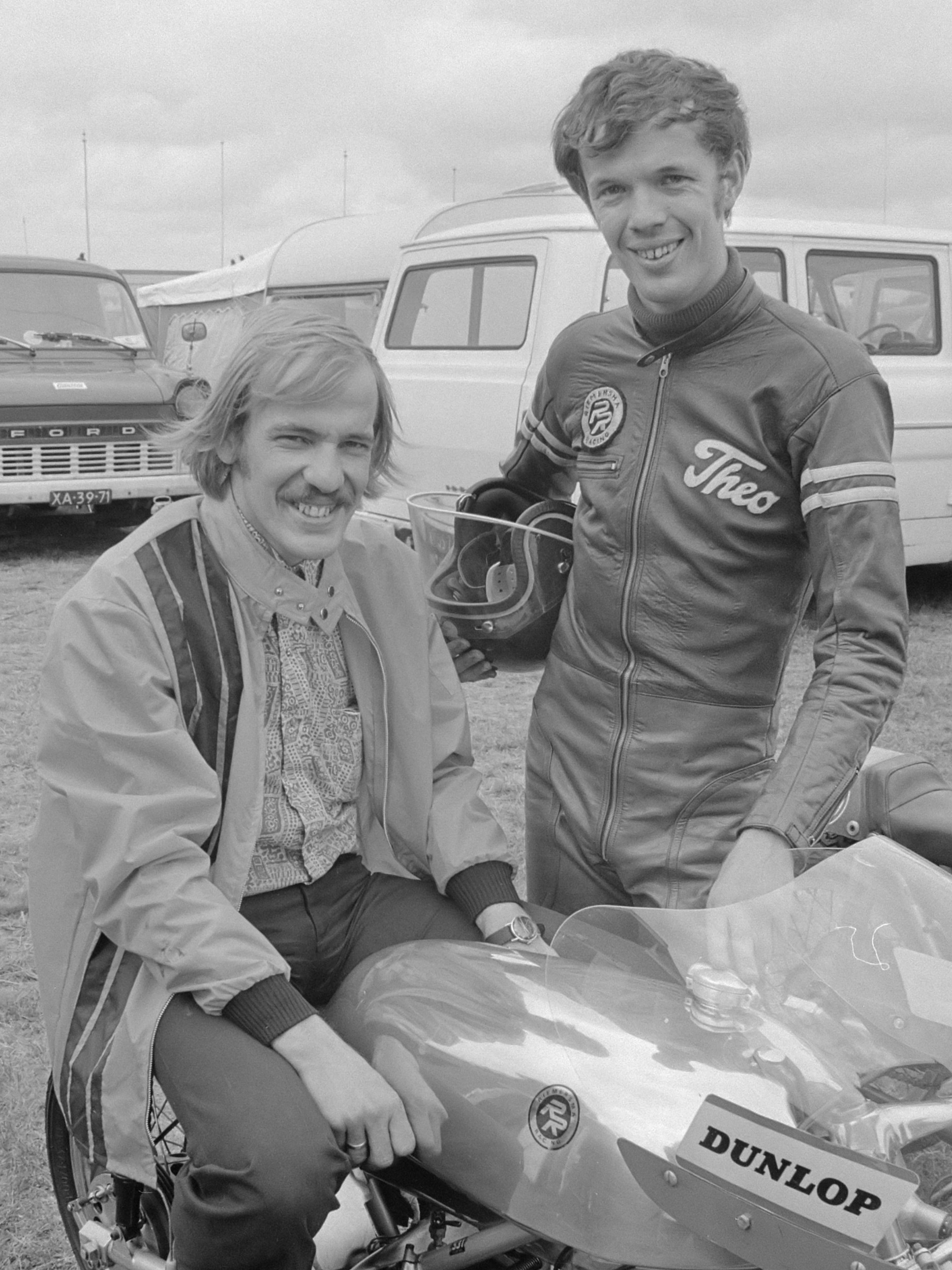
Rob Bron (l.) en Theo Bult (1971)

Rob Bron (Amsterdam, 16 mei 1945 – 5 oktober 2009) was een Nederlands motorsporter. Ruige Robbie Bron was in 1971 de eerste Nederlander die op de TT van Assenin de 500cc klasse een podiumplaats verwierf. Hij eindigde dat jaar als tweede achter Giacomo Agostini. Hij zou dat jaar als derde in het klassement eindigen, achter Agostini en de Nieuw-Zeelander Keith Turner. Agostini was overigens de enige rijder in die tijd die met fabrieksmateriaal (MV Agusta) reed. De andere coureurs, waaronder ook Bron, reden op eigen productie-racers. Bron is sinds 1971 de bestgeklasseerde Nederlandse rijder in de 500cc klasse. Latere coureurs als Wil Hartog, Boet van Dulmen en "Jumping" Jack Middelburg wisten dit niet te evenaren.
Een jaar later eindigde het seizoen voortijdig na een val. In latere jaren reed hij een aantal keren de 200 mijl van Daytona, waar hij in 1978 een topsnelheid neerzette met 342 km/u. Dit record staat nog steeds.
In 1985 eindigde Bron's actieve sportcarrière, en opende hij een motorzaak in Amsterdam, waar hij voornamelijk onderdelen en service op de races verleende.
Rob Bron was al geruime tijd voor zijn dood in 2009 ernstig ziek.

## Grand Prix resultaten
Puntensysteem vanaf 1969:
| Positie | 1  | 2  | 3  | 4 | 5 | 6 | 7 | 8 | 9 | 10 |
| Punten  | 15 | 12 | 10 | 8 | 6 | 5 | 4 | 3 | 2 | 1  |

(Races in vet zijn pole-positions; races in cursief geven de snelste ronde aan)
| Jaar | Klasse | Merk     | 1     | 2     | 3     | 4     | 5     | 6     | 7     | 8     | 9     | 10    | 11    | 12    | 13    | Punten | Positie | Overwinningen |
| ---- | ------ | -------- | ----- | ----- | ----- | ----- | ----- | ----- | ----- | ----- | ----- | ----- | ----- | ----- | ----- | ------ | ------- | ------------- |
| 1970 | 50 cc  | Kreidler | DUI - | FRA - | JOE - | NED 8 | BEL - | DDR - | TSJ - | ULS - | ITA - | SPA - |       |       |       | 3      | 29e     | 0             |
| 1970 | 500 cc | Suzuki   | DUI - | FRA - | JOE - | MAN - | NED 6 | BEL - | DDR - | FIN - | ULS - | ITA - | SPA - |       |       | 5      | 32e     | 0             |
| 1971 | 500 cc | Suzuki   | OOS - | DUI 2 | MAN - | NED 2 | BEL 4 | DDR 8 | ZWE - | FIN 3 | ULS 2 | ITA - | SPA - |       |       | 57     | 3e      | 0             |
| 1972 | 500 cc | Suzuki   | DUI - | FRA 3 | OOS 4 | ITA - | MAN - | JOE - | NED - | BEL - | DDR - | TSJ - | ZWE - | FIN - | SPA - | 18     | 13e     | 0             |
| 1973 | 250 cc | Yamaha   | FRA - | OOS - | DUI - | MAN - | JOE - | NED 8 | BEL - | TSJ - | ZWE - | FIN - | SPA - |       |       | 3      | 35e     | 0             |
| 1976 | 500 cc | Yamaha   | FRA - | OOS - | ITA - | MAN - | NED 8 | BEL - | ZWE - | FIN - | TSJ - | DUI - |       |       |       | 3      | 34e     | 0             |